# Casubios
Los casubios (en casubio: Kaszëbi; en polaco: Kaszubi; en alemán: Kaschuben), también conocidos como kachubos o kashubos, son una etnia lejítica y, por lo tanto, eslavos occidentales nativos de Pomerelia, una región al este de Pomerania que se encuentra en el centro-norte de Polonia. Su área de asentamiento se conoce como Casubia. Hablan el idioma casubio, que se clasifica como un idioma separado estrechamente relacionado con el polaco o como un dialecto polaco.
De manera análoga a su clasificación lingüística, los casubios se consideran una comunidad étnica o lingüística.
Los casubios están estrechamente relacionados con los polacos. Los casubios se agrupan con los eslovincianos como pomeranos. De manera similar, la lengua eslovinciana (ahora extinta) y la casubia se agrupan como lenguas pomeranias, con el eslovinciano (también conocido como casubio de Leba) como una lengua distinta estrechamente relacionada con la casubia, o un dialecto casubio.

## Casubia en la actualidad
Entre las ciudades más grandes de la región esta Gdynia (Gdiniô) que contiene la mayor proporción de personas que declaran su origen casubio. Sin embargo, la ciudad más grande de la región de Casubia es Gdańsk (Gduńsk), la capital del Voivodato de Pomerania. Entre el 80,3% y el 93,9% de las personas en ciudades como Linia, Sierakowice, Szemud, Kartuzy, Chmielno o Żukowo son de ascendencia casubia.

### Población
El número total de casubios varía según la definición de cada uno. Una estimación común es que más de 500.000 personas en Polonia son de la etnia casubia, las estimaciones van desde 500.000 personas hasta aproximadamente 570.000